# Commando (film)
Commando uit 1985 is een Amerikaanse actiefilm met Arnold Schwarzenegger in de hoofdrol die als ex-commando zijn dochter uit de handen van criminelen gaat redden. De film wordt tegenwoordig gezien als cultfilm, onder andere vanwege de zwaar overtrokken hoeveelheid geweld gecombineerd met grappige oneliners. De film werd genomineerd voor een Saturn Award voor beste speciale effecten.

## Verhaal
De gepensioneerde commando-kolonel John Matrix, woont samen met zijn jonge dochter Jenny in de bergen. Op een dag krijgt hij te horen van zijn voormalige generaal Franklin Kirby dat alle leden uit zijn oude eenheid zijn vermoord en dat hij waarschijnlijk de volgende zal zijn. Niet veel later, wanneer de generaal wegvliegt, worden Matrix en Jenny aangevallen en wordt Jenny ontvoerd. Het blijkt dat Johns voormalige collega Bennett niet is vermoord, maar juist achter de moorden en de ontvoering van Jenny zit. Hij probeert zo om Matrix een politieke moord te laten plegen in de Centraal-Amerikaanse bananenrepubliek Val Verde.
Matrix wordt door Henriques en Sully, twee handlangers van Bennett, op het vliegtuig gezet. Henriques vliegt met hem mee terwijl Sully achterblijft. Nog voor het vliegtuig opstijgt schakelt Matrix Henriques uit en ontsnapt via het landingsgestel. De vlucht zal elf uur later landen, dus stelt Matrix zijn horloge in zodat hij tijdens die periode achter de ontvoerders van Jenny aan kan.
Matrix achtervolgt Sully op de luchthaven. Sully probeert de stewardess Cindy te versieren en volgt haar naar de parkeergarage, waar ze hem afwijst. Matrix springt in de auto van Cindy en zegt haar om Sully te volgen. Na een wilde achtervolging ramt Matrix Sully van de weg. Hij vindt een sleutel van een motelkamer in Sully's jaszak, waar een zekere Cooke verblijft. Matrix doodt Sully.
Matrix en Cindy wachten Cooke op in het motel. Na een gevecht, waarbij Cooke wordt gedood door Matrix, vinden ze in de auto van Cooke een aanwijzing in de vorm van een betaalbewijs voor vliegtuigbrandstof. Wanneer ze de coördinaten ontcijferen ontdekken ze dat Jenny vastgehouden wordt op een eiland. Alvorens te vertrekken breekt Matrix in bij een wapenhandel, waar hij diverse wapens, mijnen, granaten en andere benodigdheden meeneemt. De politie werd gealarmeerd en arresteert Matrix, maar Cindy helpt hem ontsnappen door met een raketwerper de politiewagen te beschieten.
Na het stelen van een watervliegtuig vliegen Matrix en Cindy naar het eiland. Na de landing zegt Matrix dat Cindy generaal Kirby moet contacteren. Hierna gaat Matrix op pad naar de villa op het midden van het eiland, en doodt iedereen op zijn weg. Hij vindt Jenny in de kelder van de villa, waar ze naartoe was gevlucht nadat ze wist te ontsnappen uit de kamer waarin ze werd vastgehouden. In de kelder komt het tot een confrontatie tussen Matrix en Bennett, waarbij ze elkaar weten te verwonden in het gevecht. Matrix weet Bennett uiteindelijk te doden.
Matrix keert terug naar het watervliegtuig met Jenny en vindt daar generaal Kirby. Die wil Matrix graag terug in actieve dienst, maar Matrix zegt daar niets voor te voelen en vliegt weg samen met Jenny en Cindy.

## Achtergrond
Het script werd o.a. geschreven door Joseph Loeb die niet alleen filmscripts schreef maar ook stripverhalen over superhelden. In het oorspronkelijke script zou het gaan over een Israëlische soldaat die geweld had afgezworen maar die toch weer in gevecht gaat. Voor de hoofdrol werden Gene Simmons en Nick Nolte benaderd maar beiden weigerden. Toen de hoofdrol naar Arnold Schwarzenegger ging werd Steven E. de Souza erbij gehaald om het script op zijn imago aan te passen. Schwarzenegger had door The Terminator en Conan the Barbarian immers al een imago opgebouwd als actieheld met veel bombarie.
Er werd een romantische scène opgenomen tussen de hoofdpersonen Cindy en Matrix maar deze scène zou het doek niet halen omdat deze niet goed gelukt was. Aan het eind van de film gaan Matrix, Cindy en Jenny samen weg en lijken ze een gezin te gaan vormen. Voor de kijker komt dit een beetje onverwacht omdat hier in de film niet naar toe gewerkt is. In een vechtscène hakt Matrix de arm af van een soldaat en een hardnekkig gerucht is dat hij daarna vraagt Do you need a hand? maar dat dit zinnetje eruit geknipt is.
De belangrijkste slechterik, Bennett, werd ook wel omschreven als "Freddie Mercury on steroids". Hij acteerde tijdens de vechtscènes zo goed dat hij geen echt mes mocht dragen. Hij draagt in de film een maliënkolder die niet goed lijkt te passen. Dit komt doordat de rol eerst door een smallere acteur gespeeld zou worden. Toen Vernon Wells de rol kreeg was er geen tijd meer om een ruimer vest te laten maken. De belangrijkste boeven in de film hebben een excentrieke kledingkeuze die ook in de jaren tachtig uit de toon zou vallen.
De opnamen vonden plaats in in de regio rond Los Angeles, aan Ventura Boulevard, in Beverly Hills, op San Nicolas Island, op het terrein van Hearst Castle, Harold Lloyd Estate en Benedict Canyon.

## Fouten in de film
Er zijn in totaal 157 fouten geconstateerd in de film. De bekendste fout is de gele Porsche van Sully die na een achtervolging flink beschadigd is aan de linker zijde. Als John Matrix er later mee weg rijdt is de linkerzijde weer puntgaaf. Even later, bij aankomst bij een motel, is de auto weer beschadigd.
Een opmerkelijk moment is wanneer Matrix Sully in de afgrond laat vallen. Sully roept tijdens zijn val heel hard OOH LA LA!!.

## Andere weetjes
- In de film wordt gesproken over het fictieve Zuid-Amerikaanse land Val Verde. Dit land wordt ook in de film Die Hard 2 genoemd en de film Predator zou zich daar afspelen. De scripts van beide films werden geschreven door De Souza.
- Bill Paxton speelt in de film de luchtverkeersleider. Hij speelde ook een rol in twee andere Schwarzeneggerfilms: The Terminator en True Lies.[1]
- Na de film kwam er een speelgoedlijn met actiefiguren genaamd "C-team".
- Schrijver De Souza maakte vrij snel plannen voor een vervolg. Toen het script af was wilde Schwarzenegger de rol niet en ging deze naar Bruce Willis. De film kreeg de naam Die Hard.
- In een gesprek zegt Matrix dat ze de zanger Boy George beter Girl George kunnen noemen. Dit is vanwege het androgyne uiterlijk waar deze destijds mee te koop liep.
- De muziek in de film te horen is, is een combinatie van synthesizer, steelpan en blaasinstrumenten, gecomponeerddoor James Horner. De muziek tijdens de aftiteling wijkt af want dat is het nummer We Fight for Love van The Power Station,

## Rolverdeling
| Acteur                | Personage               |
| --------------------- | ----------------------- |
| Arnold Schwarzenegger | Kolonel John Matrix     |
| Rae Dawn Chong        | Cindy                   |
| Dan Hedaya            | Arius                   |
| Vernon Wells          | Bennett                 |
| James Olson           | Generaal Franklin Kirby |
| David Patrick Kelly   | Sully                   |
| Alyssa Milano         | Jenny Matrix            |
| Bill Duke             | Cooke                   |
| Gary Cervantes        | Diaz                    |
| Charles Meshack       | Henriques               |
| Bill Paxton           | luchtverkeersleider     |